# Mademoiselle Eugénie Verdier
'Mademoiselle Eugénie Verdier' est un cultivar de rosier obtenu en 1869 par le rosiériste lyonnais Guillot fils qui le dédie à la fille de son confrère Eugène Verdier (1828-1902). Ce rosier est issu d'un semis 'Victor Verdier' (Lacharme, 1859). Il ne doit pas être confondu avec 'Mademoiselle Eugénie Verdier' (Schwarz, 1872).

## Description
Il s'agit d'un arbuste érigé vigoureux peu aiguillonné au feuillage vert pâle, s'élevant à 120 cm. Il présente des fleurs (9 à 10 cm) de couleur rose clair au cœur plus vif, dont les revers reflètent des nuances argentées. Ses fleurs exhalent un fort parfum. Ce rosier donne des fruits pyriformes à l'automne. Son pied a besoin d'être protégé en hiver.

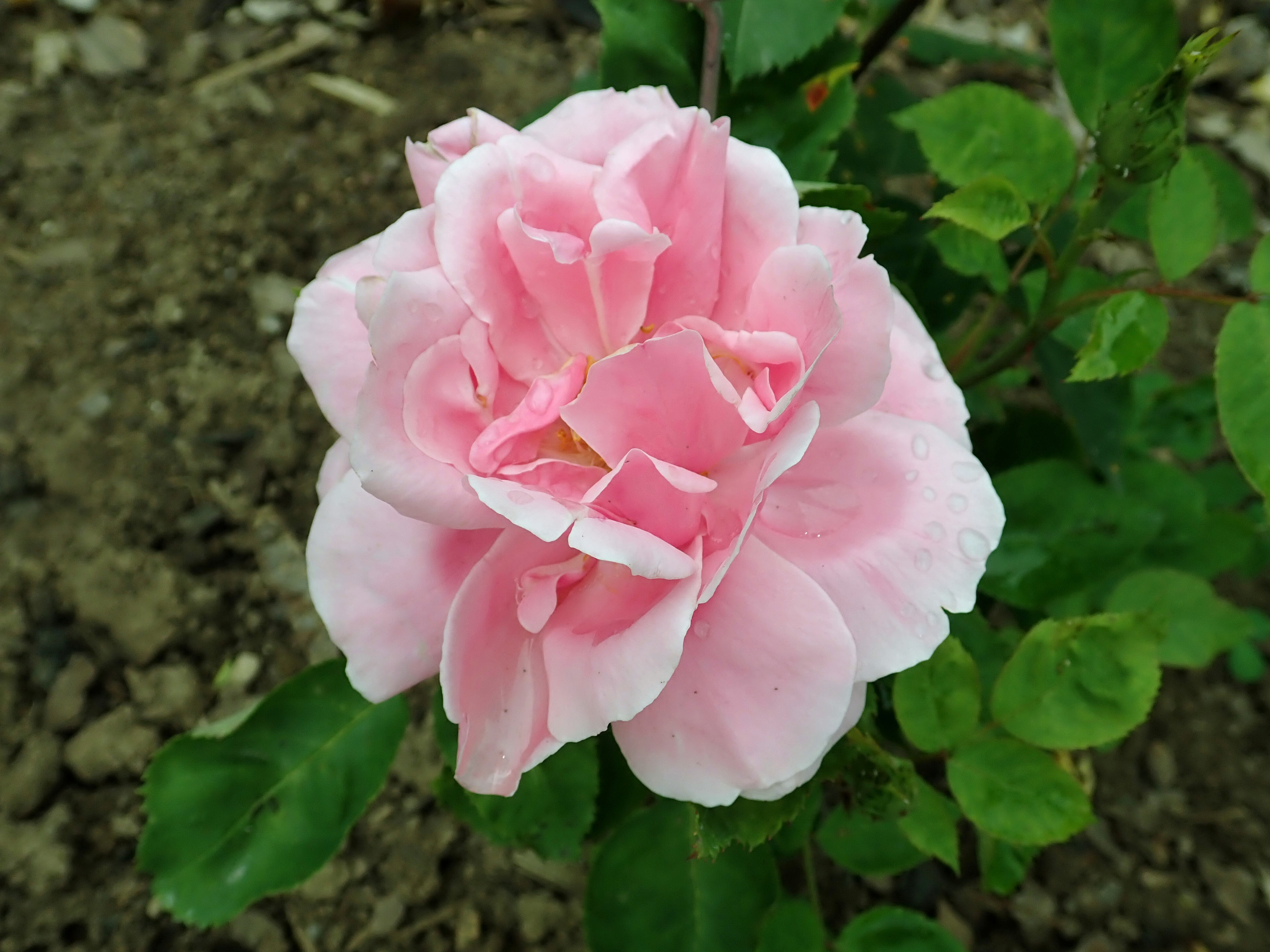
Rose 'Mademoiselle Eugénie Verdier' à l'Europa-Rosarium de Sangerhausen.

Ce rosier délicat est rarement commercialisé aujourd'hui. On peut notamment l'admirer à l'Europa-Rosarium de Sangerhausen en Allemagne. Il est sensible au froid, mais fleurit bien à l'automne.